# Vadim Moshkovich
Vadim Moshkovich (Russo: Вадим Николаевич Мошкович; nascido em 6 de abril de 1967) é um empresário bilionário russo. Seus interesses comerciais incluem grandes investimentos em agricultura e desenvolvimento imobiliário. Em 2014, a revista Forbes estimou seu patrimônio líquido em US$1,3 bilhão, 81º lugar entre os empresários russos.

## Início de vida e família
Vadim Moshkovich nasceu em uma família judia em Moscou em 1967. Ele frequentou a escola de matemática nº 57 em Moscou e se formou no Instituto Estatal de Engenharia de Rádio, Eletrônica e Automação de Moscou em 1992. Ele é casado e tem três filhos.

## Carreira empresarial

### Agricultura
Moshkovich entrou no ramo agrícola em 1995, começando com importações de açúcar. De 1997 a 2003, ele começou a adquirir usinas de processamento de açúcar e, em 2004, fundou o Rusagro Group. A empresa cresceu e se tornou uma das maiores holdings agrícolas verticalmente integradas da Rússia, trabalhando em quatro segmentos de negócios: Em 2011, Rosagro Plc. (principal holding do Grupo Rusagro) realizou um IPO na Bolsa de Valores de Londres, levantando aproximadamente US$ 300 milhões. Moshkovich atualmente detém 75% das ações da empresa.

## Sanções da UE
Em 10 de março de 2022, Moshkovich foi sancionado pela União Europeia.

## Carreira política
Moshkovich foi membro do Conselho da Federação (Rússia), a Câmara Alta do Parlamento Russo, representando a Região de Belgorod da Federação Russa. Ele é membro do Comitê de Política Econômica do Conselho da Federação. Seu mandato no Conselho da Federação terminou em outubro de 2015.